# Situation nette
La situation nette est la partie la plus stable des capitaux propres mesurant un montant des droits à la valeur de l'entreprise des apporteurs de capitaux.

## Enjeux
La situation nette donne une indication sur la valeur de l'entreprise qui revient de manière stable aux apporteurs de capitaux (actionnaires et associés). Cette donnée, combinée à d'autres modes d'évaluation d'entreprise est utile pour le calcul d'une valeur mathématique lors de mouvements des capitaux propres.

## Caractéristique
Dans un calcul à partir du passif, la situation nette est = Capital social et autres comptes (classe 10 en France) + réserves (classe 10 en France) + report à nouveau (classe 11 en France) + résultat de l'année (classe 12 en France).
Dans l'espace OHADA, elle est obtenue en ajoutant au compte capital (compte 10), les Réserves (compte 11), le Report à nouveau (compte 12), le Résultat net de l'exercice (compte 13).